# Tempe
Tempe è una città della contea di Maricopa, nello Stato dell'Arizona, negli Stati Uniti. Secondo il censimento del 2020, la sua popolazione era di 180 587 abitanti. La città prende il nome dalla valle di Tempe in Grecia. Tempe fa parte della cosiddetta East Valley, una delle parti che costituiscono l'area metropolitana di Phoenix; confina con Phoenix e Guadalupe a ovest, Scottsdale e la comunità indiana di Salt River Pima-Maricopa a nord, Chandler a sud e Mesa a est. Tempe è anche la sede del campus principale dell'Università statale dell'Arizona.

## Geografia fisica
Secondo l'Ufficio del censimento degli Stati Uniti, ha una superficie totale di 40,19 mi² (104,09 km²).

## Storia
Gli Hohokam, una tribù che visse per molto tempo nell'area, vivevano di agricoltura, per tale motivo, costruirono dei canali di irrigazione per i campi. Molti di loro abbandonarono gli insediamenti durante il XV secolo, mentre alcuni individui e famiglie si spostarono nelle vicinanze.
Nel 1865, a seguito della fondazione di Fort McDowell a 40 km a nord-est dove oggi si trova il centro cittadino di Tempe a monte del Salt River, spinse alla creazione di nuove città nelle zone dove attraversava il fiume. Inizialmente, la colonizzazione avvenne da parte di soldati dell'esercito statunitense e di lavoratori ispanici, che si occupavano di coltivare cibo e mangime per gli animali per la base militare. Poco dopo, furono anche creati dei campi di coltivazione vicino al fiume. Questo portò alla nascita di due insediamenti, uno denominato Hayden's Ferry, chiamato così come un servizio di traghetti gestito da Charles T. Hayden, e San Pablo, e si trovavano, rispettivamente, a ovest e ad est dello Hayden Butte. I traghetti erano importanti per permettere la navigazione del fiume. Poco dopo, fu istituita la Tempe Irrigating Canal Company da William Kirkland e James McKinney per coltivare, tramite l'irrigazione, erba medica, grano, orzo, avena e cotone.
Si pensa che il nome di Tempe, gli venne dato dal pioniere Darrell Duppa nel 1879, a causa di un butte alto 91 metri nella valle del Salt River, che ricordava la valle di Tempe vicino al Monte Olimpo in Grecia.
Fino agli inizi degli anni 1960, Tempe era una sundown town, dove gli afroamericani potevano lavorare, ma allo stesso tempo erano obbligati ad abitare altrove. Nel 1965, Warren e Carol Livingston furono i primi afroamericani ad acquistare una proprietà a Tempe.
Nel 1885, la 13ª legislatura territoriale dell'Arizona scelse Tempe come sede della Territorial Normal School, che assunse diversi nomi tra cui Arizona Normal School, Arizona State Teachers College, Arizona State College e infine Arizona State University.
La linea ferroviaria della Maricopa and Phoenix Railroad, costruita nel 1887, attraversava il Salt River a Tempe, collegando la città al resto del paese. La Tempe Land and Improvement Company si occupava di vendere i lotti della città, all'epoca in espansione. Tempe divenne il centro economico di un'area che sostanzialmente viveva di agricoltura. La città fu incorporata nel 1894.
A seguito del completamento dei lavori della diga di Roosevelt nel 1911, questo permise di rifornire di acqua gli agricoltori della valle. La diga prese il nome dal presidente Theodore Roosevelt, che si era complimentato con gli abitanti dell'Arizona centrale e sperava che le città crescessero in un futuro non molto lontano. Qualche anno dopo, l'Arizona divenne il 48º stato, e la valle del Salt River continuava a svilupparsi.
Nel 1971, Tempe fu colpita da un tornado di categoria F2 (un evento piuttosto anomalo da quelle parti), che ferì 41 persone, il maggior numero di feriti registrati da un tornado in Arizona, causando danni per oltre 3 milioni di dollari. Durante la tempesta un uomo morì d'infarto.
Nel XX e XXI secolo, Tempe si è espansa come sobborgo di Phoenix e come centro di istruzione e commercio.

## Società

### Evoluzione demografica
Secondo il censimento del 2020, la popolazione era di 180 587 abitanti.

## Amministrazione

### Gemellaggi
Tempe è gemellata con undici città, secondo il Sister Cities International:
- Beaulieu-sur-Mer
- Carlow
- Lower Hutt
- Ratisbona
- Skopje
- Zhenjiang
- Timbuctù
- Cuenca
- Cusco
- Trollhättan
- Agra